# Silviella nudatus
Silviella nudatus là một loài bọ cánh cứng trong họ Cleridae. Loài này được Spinola miêu tả khoa học năm 1849.